# Jorge Bucay
Jorge Bucay (Buenos Aires, 30 de outubro de 1949) é um médico e escritor argentino.
Nascido em Buenos Aires, Jorge Bucay é neto de imigrantes sírios que se radicaram na Argentina. Formou-se em medicina na Universidade de Buenos Aires em 1973 e especializou-se em doenças mentais.
As obras de Jorge Bucay se tornaram best-sellers na Espanha e em muitos países de língua espanhola, como Venezuela, México, Uruguai e Costa Rica. Além disso, eles foram traduzidos para vinte idiomas.

## Obras
- Cartas para Claudia (1986)
- Recuentos para Demián (1994)
- Cuentos para pensar (1997)
- De la autoestima al egoísmo (1999)
- El cochero: Un libro en vivo... (2000)
- El camino de la autodependencia (2000)
- 20 pasos hacia adelante (2000)
- El camino del encuentro (2001)
- El camino de las lágrimas (2001)
- El camino de la felicidad (2002)
- Shimriti. De la ignorancia a la sabiduría (2003). Luego, el libro se re-editó con el nombre "El camino de Shimriti".
- Déjame que te cuente (2005)
- Cuenta conmigo (2005)
- El mito de la diosa Fortuna (2006)
- El candidato (2006). Novela ganadora del Premio de Novela Ciudad de Torrevieja.
- Las 3 preguntas. ¿Quién soy? ¿Adónde voy? ¿Con quién? (2008)
- El elefante encadenado (2008), con ilustraciones de Gusti
- Llegar a la cima y seguir subiendo. Claves para un camino espiritual (2010)
- El temido enemigo (2012), con ilustraciones de gusti
- Un cuento triste no tan triste (2014)
- Rumbo a una vida mejor (septiembre 2014)
- Comienza siempre de nuevo (2016)